# モンスター娘

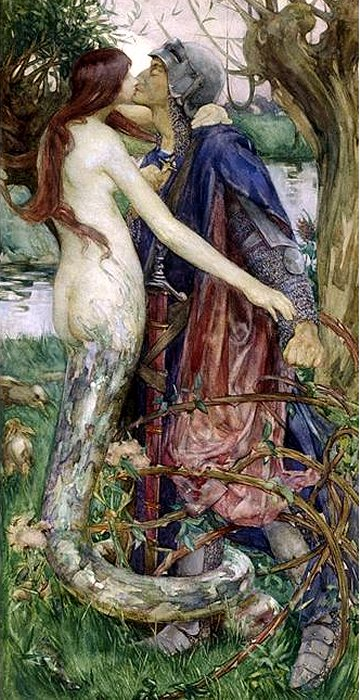
上半身は人間の女性だが下半身が蛇であるラミアは、モンスター娘を題材とした作品で取り上げられる。イソベル・リリアン・グローグ画

モンスター娘（モンスターむすめ、monster girl）は、モンスターである、またはモンスターに変身する若い女性。西洋のメディアでは、彼女らはほとんどの場合、悪そうな外見の悪役として登場するが、最近では、モンスターの力や変身能力を持つ英雄的な女性としても描写される。モンスター娘はアニメや漫画にも登場し、動物の特徴を持つ人間として性的な文脈でも頻繁に登場する。そのようなキャラクターはしばしば超人的な力を持っており、状況によっては、女性の力と主体性を支持していると見なすことができる。

## 概要

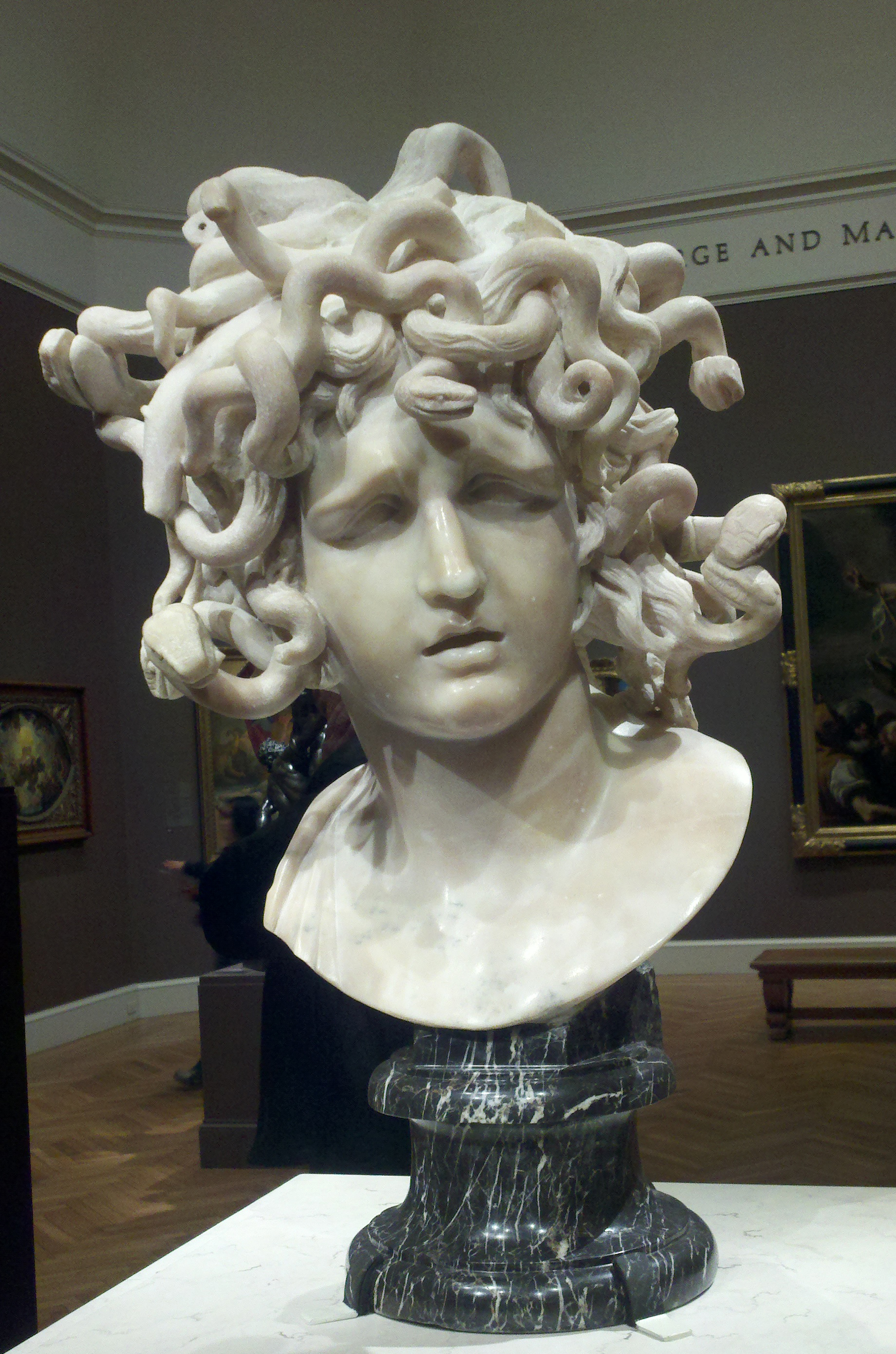
メデューサ。古代におけるモンスター娘の例であり、美しいだけでなく恐ろしいものとして描かれることもある

歴史的に、メディアはモンスターのような女性を悪役として描写してきた。アニメでは魔法少女というジャンルで変身能力を持つ少女が登場するが、ヒロインの姿は力を増すごとに美しくなっていく。
モンスター娘の姿が魅力的でない場合は、通常その力が制御できないほど大きくなったことを示しており、それは数千年前のギリシア神話のメドゥーサとスキュラに遡る比喩である。
より現代的な作品では、モンスターのような、または恐ろしい変身をするヒロインが登場し始めている。その顕著な例の一つは、『アドベンチャー・タイム』に登場するヴァンパイア・クイーンのマーセリンである。

## アニメと漫画

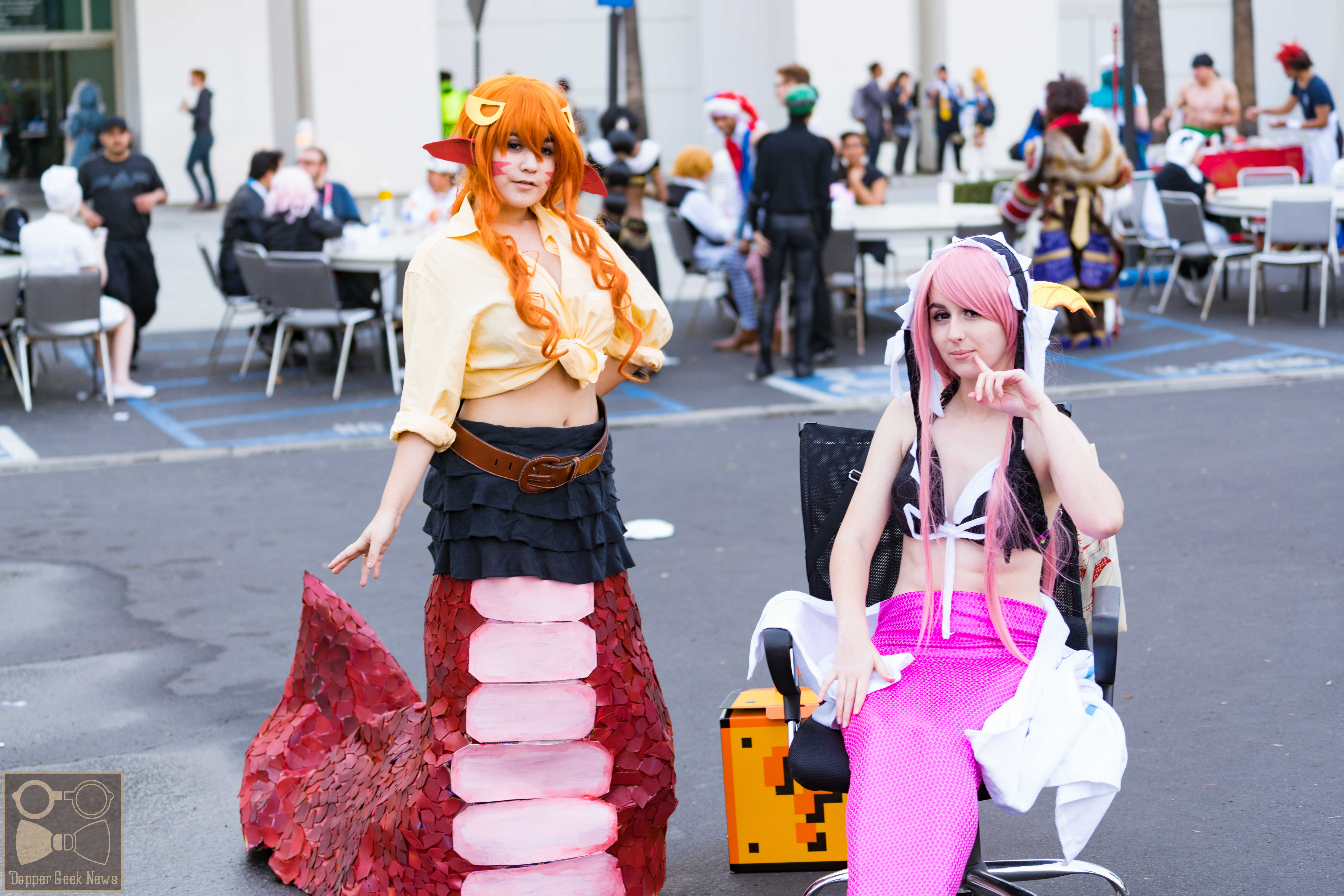
『モンスター娘のいる日常』のラミアと人魚のモンスター娘キャラクターである、ミーアとメロウヌのコスプレ

『魔物娘図鑑』、『モンスター娘のいる日常』などの作品の成功を受けて、モンスター娘を題材としたアニメと漫画が人気を博した。特に後者は、新しいコンテンツの「爆発」を引き起こした。これらの作品では、モンスター娘は通常、様々なモンスターの特徴と組み合わされた魅力的な女性の外観を持つ、神話上の生物の萌え擬人化版として描かれている。アニメや漫画のモンスター娘のファンは、その自由奔放でパワフルな性格に魅力を感じており、中にはモンスター娘にフェムドムの魅力を見出している者もいる。
モンスター娘を描いた他のアニメは、キャラクターのデザインと個性のために大勢のファンを獲得した『けものフレンズ』である。前述の作品とは対照的に、『けものフレンズ』はフェティッシュな側面に焦点を当てているのではなく、擬人化されたキャラクターに対してより知識を深めることを促すようなアプローチを取っており、子供向け作品のような雰囲気を持っている。
2020年には『異種族レビュアーズ』、『モンスター娘のお医者さん』などモンスター娘ジャンルの作品が立て続けにアニメ化され、業界的な盛り上がりを見せた。
Anime News Networkのマイク・トゥールは、モンスター娘の漫画は牙、蝙蝠の羽、鱗、鰓、羽、先の尖った動物の耳がいくつもある、様々な非常に外見の異なる人々と調和して生きることの重要性について語る傾向があり、重要で効果的なメッセージを発信していると述べている。

## ホラー
悪役から生き残る最後の人物は若い女性であるというホラー映画のファイナル・ガール表現とは対照的に、映画はモンスター自体を女性として描写し始めた。『キャリー』（1976年）と『フューリー』（1978年）はその端緒であり、両方の映画で若い女性が超能力を持っている。

## コンピュータゲーム
評論家は、『Bloodborne』の教区長エミーリア、『サイレントヒル2』のバブルヘッドナース、『サイコブレイク』のアニマなど、コンピュータゲームに登場する最も有名な女性の怪物の多くが、以前は人間であったか、一般的な姿をしていたと指摘している。教区長エミーリアが「華奢な祈る女性」から獣に変身したように、キャラクターは真のモンスター的な姿を現す前に女性らしさを見せることによって、プレイヤーを引き込む。
これらに加えて、『もんむす・くえすと!』などのギャルゲーが多数ある。これらのゲームは本質的にエロティックだが、愛を見付けたり、自信を持つことに外見は無関係で、人格が重要であるということの比喩としても機能する。

## モンスター娘を題材とした作品
- モンスター娘のお医者さん
- モンスター娘のいる日常
- 限界凸騎 モンスターモンピース
- モン娘☆は〜れむ
- 異種族レビュアーズ
- セントールの悩み
- モンスター・ハイ
- 科学的に存在しうるクリーチャー娘の観察日誌
- サキュバスじゃないモン!